# Zorzi (famiglia)
Gli Zorzi ( in latino nei documenti della Repubblica Georgii) sono una famiglia del patriziato veneziano, considerata una delle ventiquattro prestigiose "case vecchie".

## Storia
La tradizione li fa discendere dagli antichi duchi di Moravia, giunti in Italia nel 411, che furono al servizio dell'imperatore Onorio. Passarono poi a Pavia, dove acquisirono diverse proprietà e assunsero il cognome di Giorgi (da cui il veneziano Zorzi) da un Giorgio che liberò la città assediata ai tempi del vescovo Epifanio. Fuggendo da Attila, raggiunsero la Laguna nel 453 e contribuirono alla fondazione di Venezia.
Gli Zorzi sono in realtà documentati solo dal X secolo: nel 964 fu vescovo di Olivolo un Gregorio figlio di Andrea Georgii. Nei secoli seguenti la famiglia compare saltuariamente nella documentazione e solo all'inizio del XIII secolo i suoi membri cominciarono a ricoprire incarichi di rilievo. È solo dalla metà del Trecento che essi furono inclusi tra le ventiquattro "case vecchie", considerate tra le più antiche e prestigiose di Venezia.
Se ne distinsero col tempo numerosi rami, tra cui gli Zorzi "di Curzola", "delle Zattere", "di San Provolo", "di Santa Giustina", "del Ponte dell'Angelo", "del Ponte dei Greci".
Un ramo ebbe il marchesato della Bondonizza e la signoria di Caristo sino al 1470, e tennero la piazzaforte di Lampsaco, presso i Dardanelli.  Marsilio Zorzi  e i suoi discendenti ebbero il feudo  di Curzola dal  1254 al 1358. In seguito alla conquista da parte del re di Ungheria, ebbero in risarcimento dalla Repubblica il feudo di Zumelle, comprendente il castello e 19 ville, dal 1422. 
La famiglia diede alla Serenissima numerosi militari, letterati, ecclesiasti e politici, tra cui il 50º doge Marino, fondatore, tra l'altro, della demolita Chiesa di San Domenico.

## Blasoni dei vari rami
Anticamente si fregiavano di vari stemmi, per esempio uno con un leone nero rampante in campo d'oro, un altro con uno scudo scaccheggiato d'oro e vermiglio. In seguito usarono una sola arma, costituita da una fascia vermiglia in campo d'argento: ricorda la vicenda di Pietro Zorzi (soprannominato "Pipon", in veneziano nasone) che, durante la conquista di Curzola, espose a mo' di vessillo un drappo di lino bianco macchiato del suo sangue.  

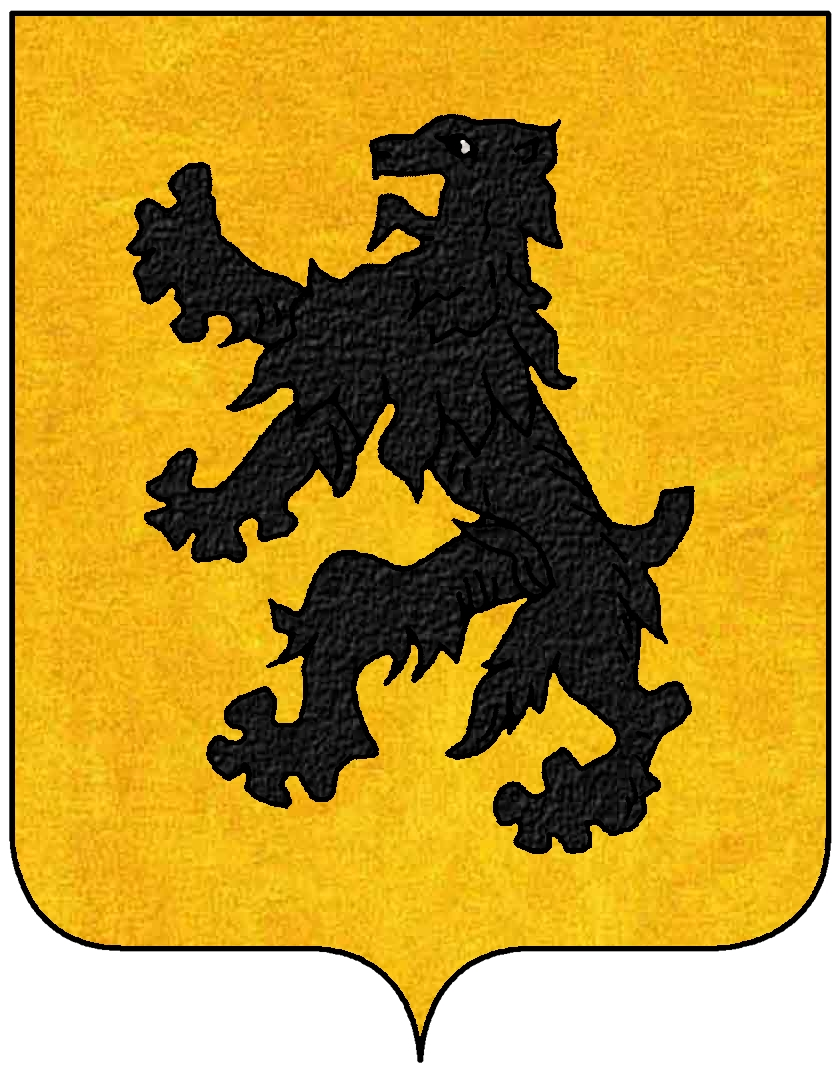
Stemma con un leone nero rampante in campo d'oro
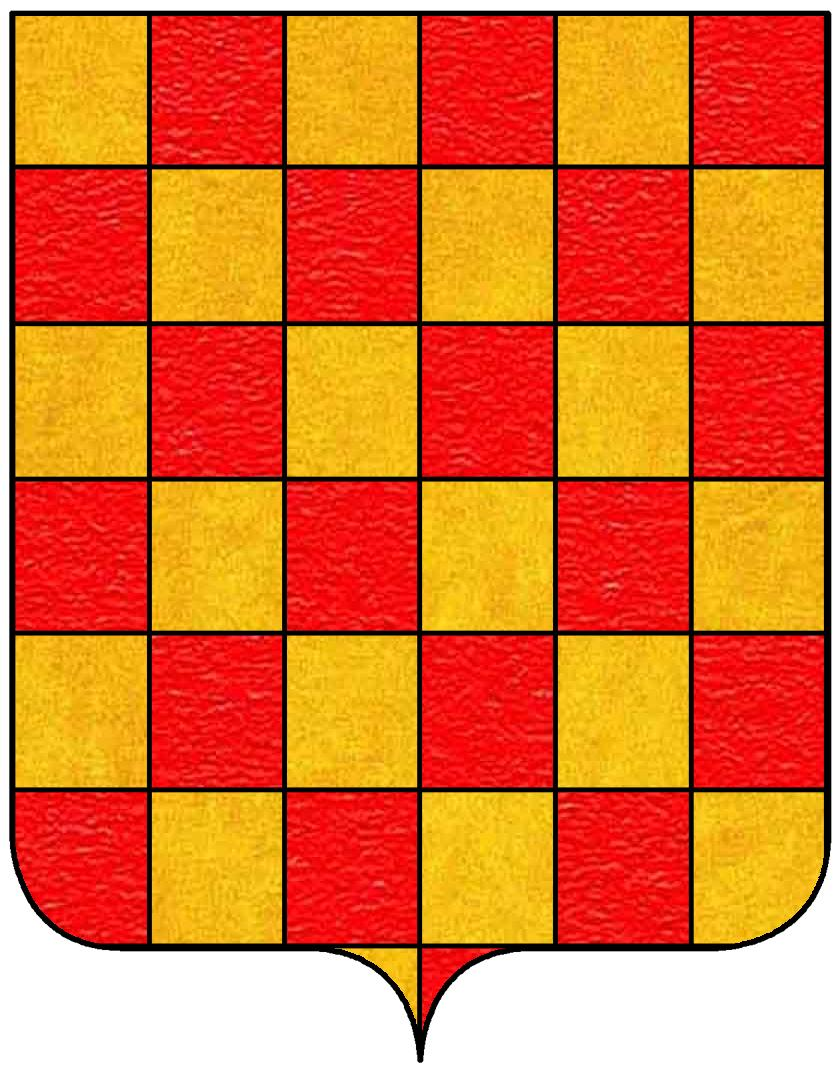
Scudo scaccheggiato d'oro e vermiglio
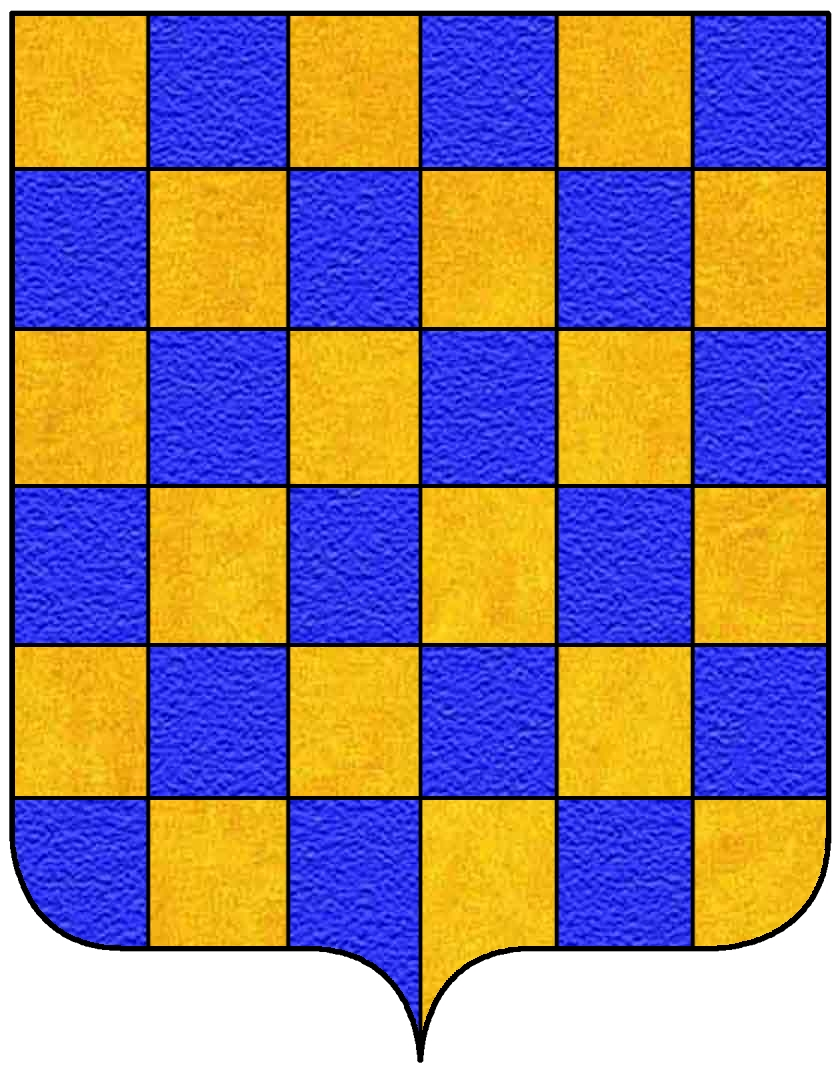
«Portavano prima per arma una scacchiera azzurra et oro, finché Pietro Zorzi nel conquisto di Curzola, avendo perduta la sua insegna, levò un drappo bianco con una tressa rossa di sangue in mezzo; quale pianto per stendardo sopra le ...»
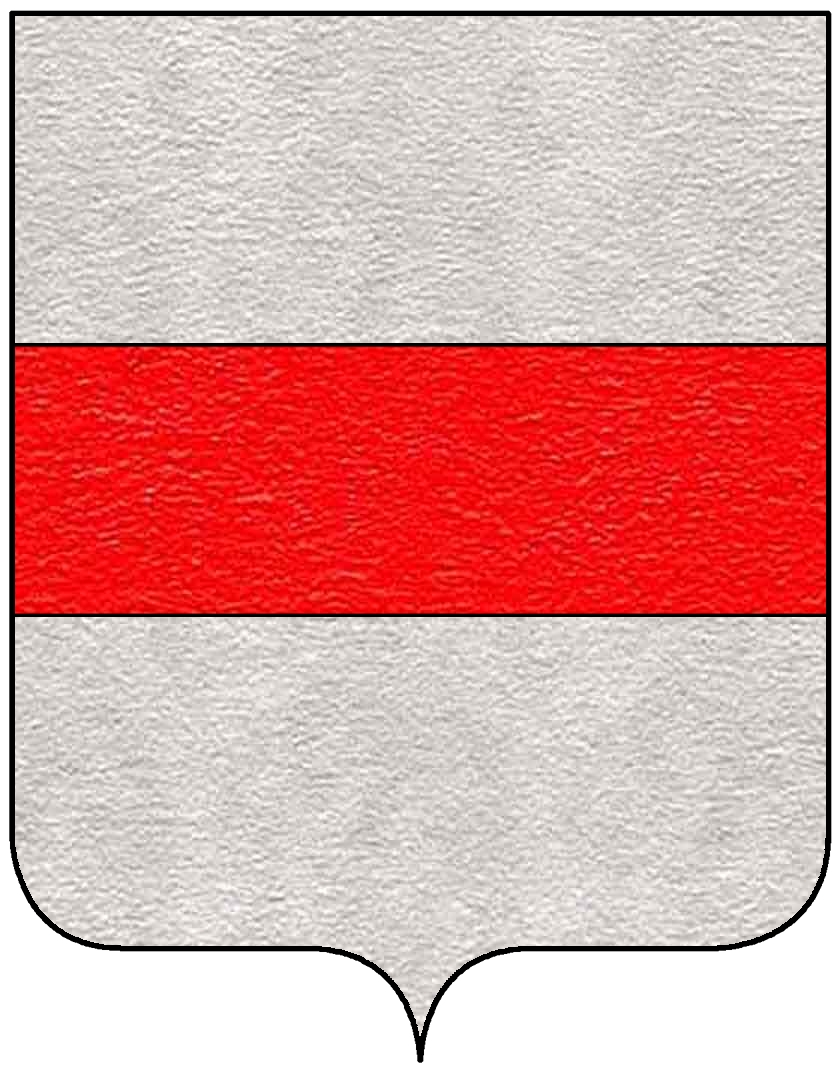
Stemma Zorzi ispirato da un drappo di lino bianco macchiato del sangue di un membro della famiglia Zorzi durante la conquista di Curzola
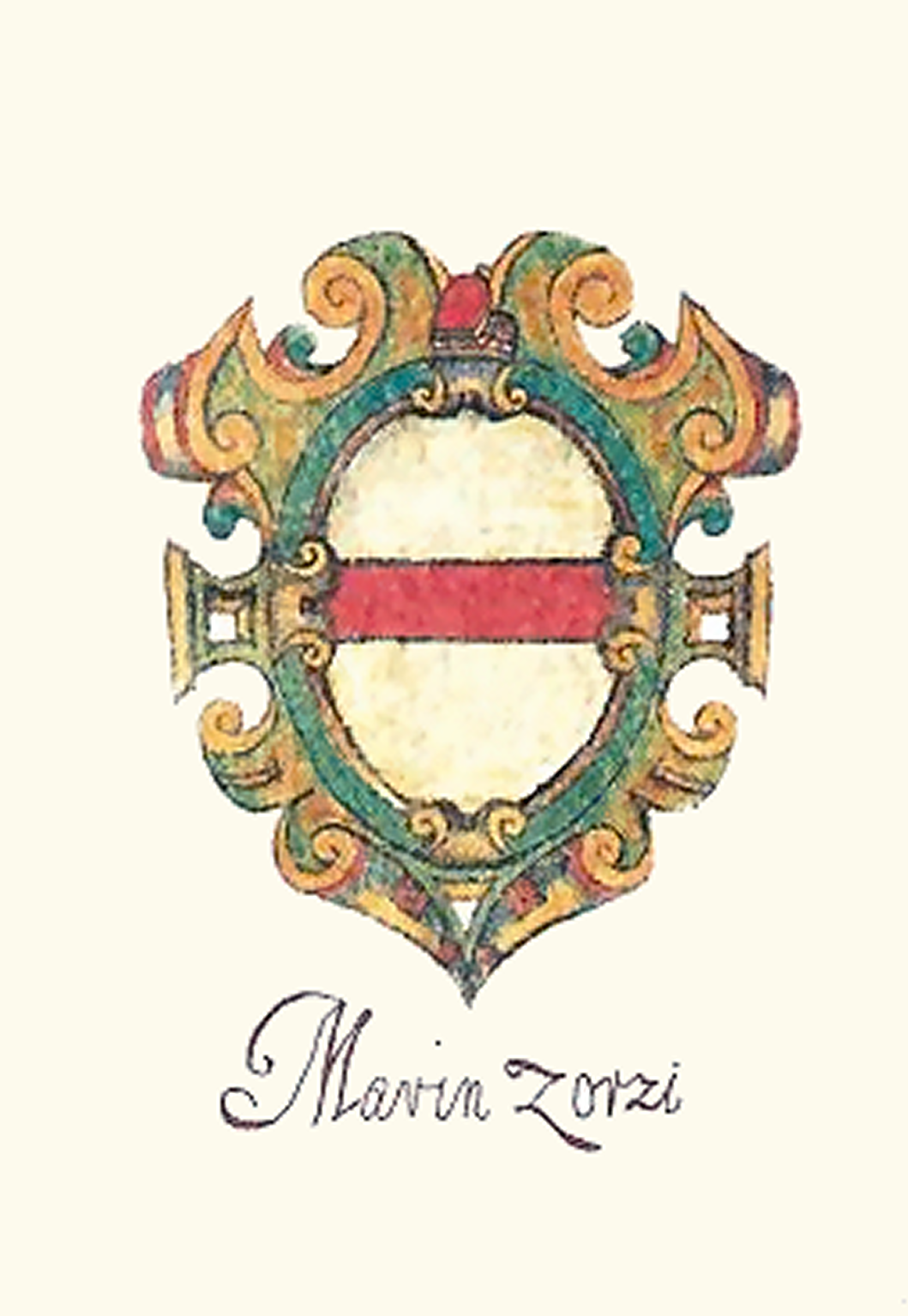
Stemma Zorzi usato dal 50º doge di Venezia, Marin Zorzi
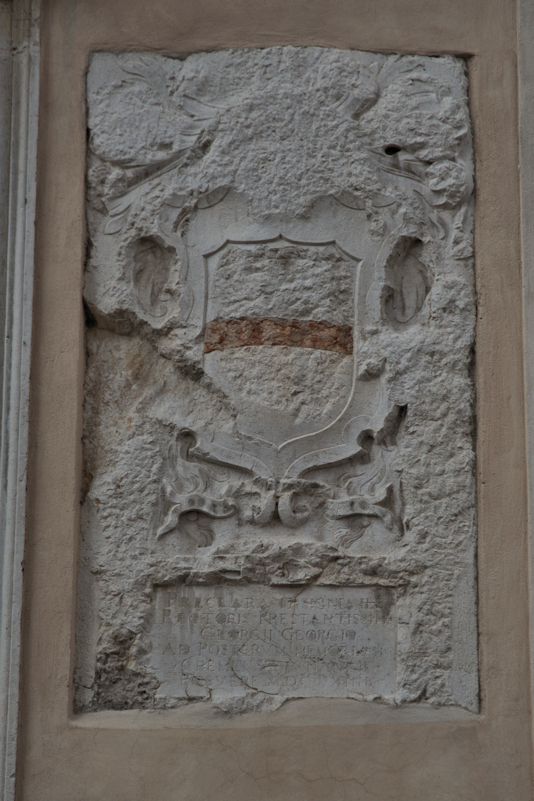
Stemma Zorzi del Palazzo Comunale di Crema
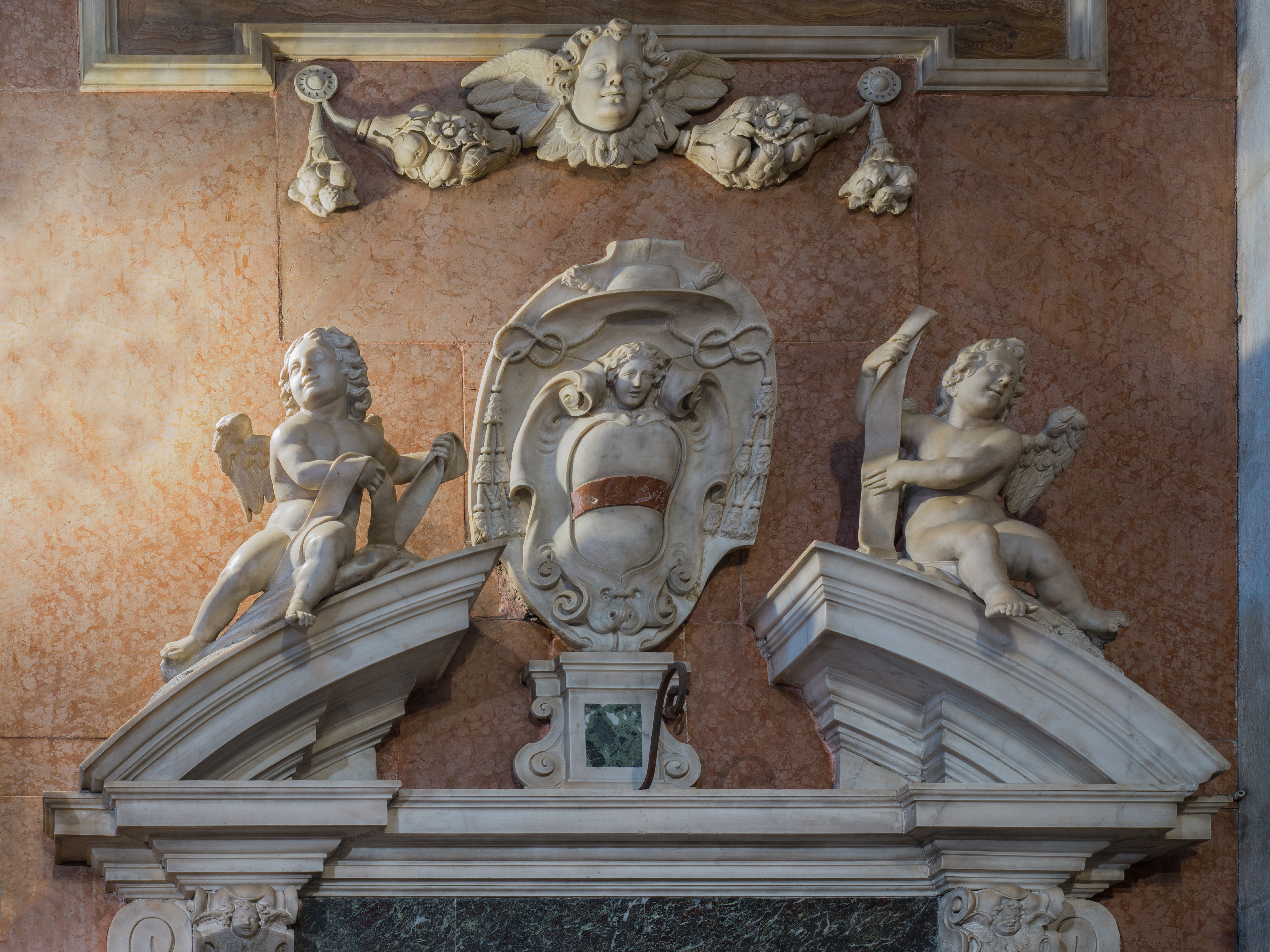
Cappella Zorzi del 1604 nel Duomo nuovo di Brescia
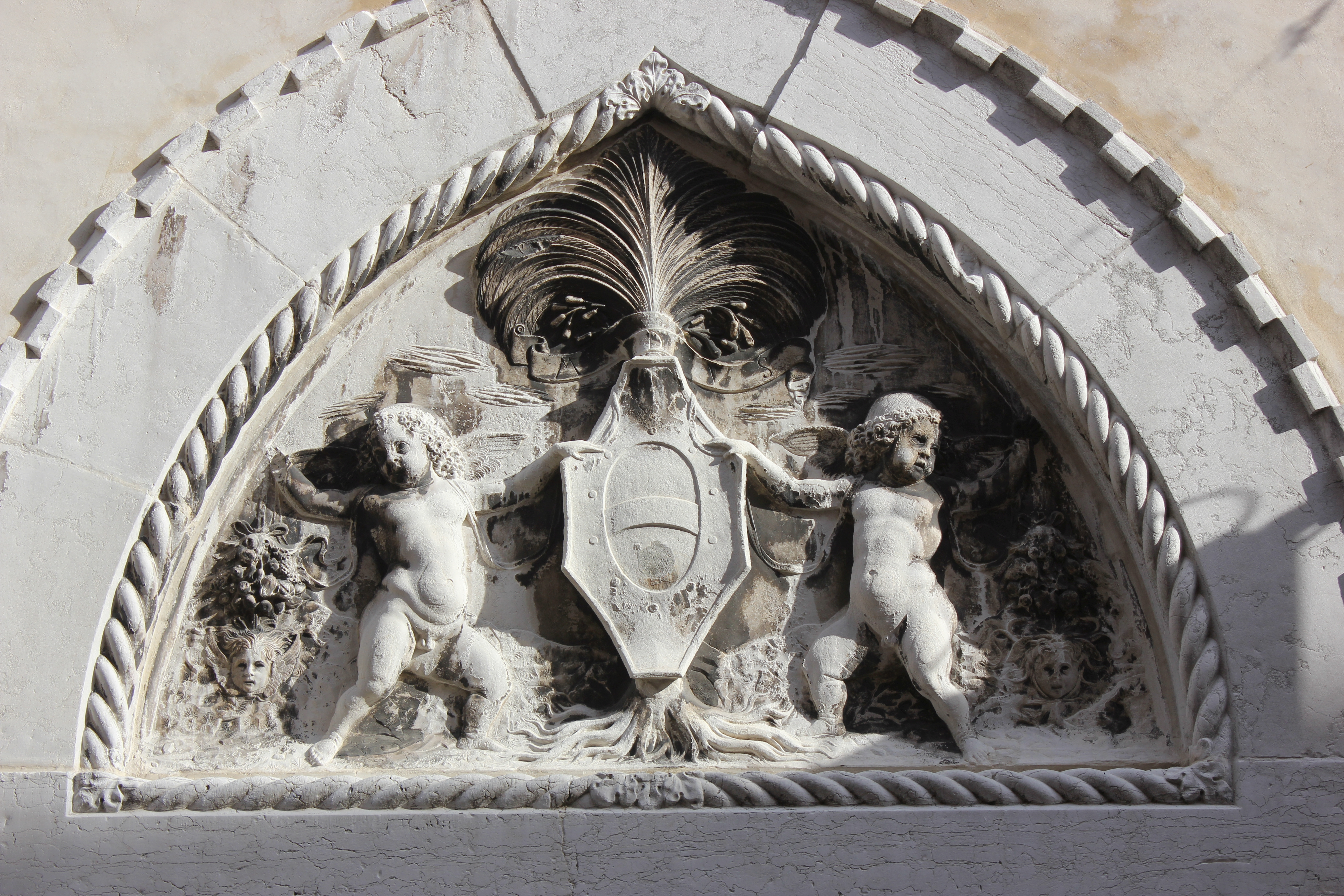
Venezia, portale in Rio Terà Lista di Spagna
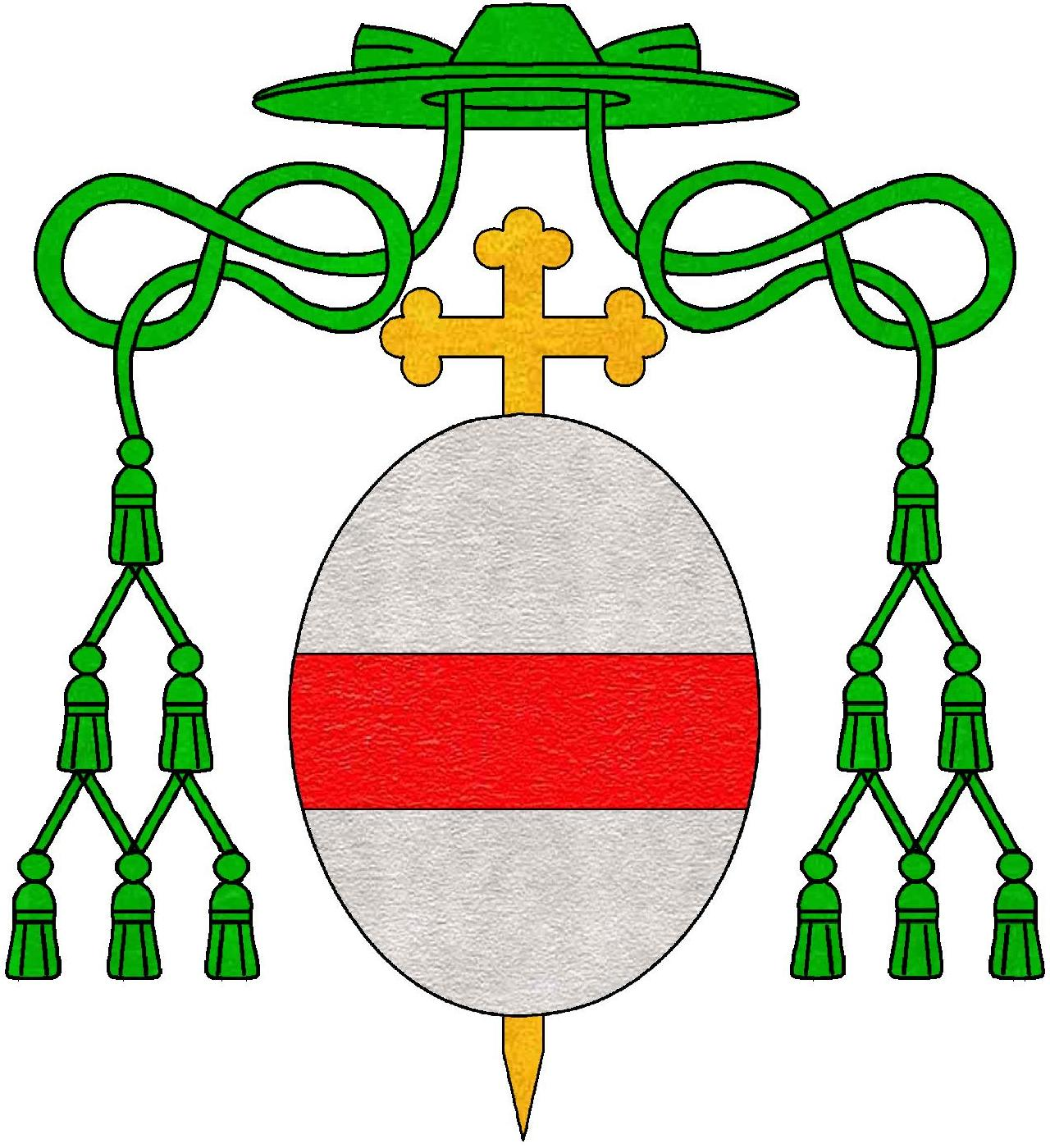
Stemma del vescovo Marino Giovanni Zorzi

## Membri illustri
- Bartolomeo Zorzi (XIII secolo), mercante e poeta in lingua provenzale
- Marino Zorzi (1231 – 1312), doge dal 1311 alla morte
- Niccolò I Zorzi (? – 1345), marchese di Bodonitsa dal 1335 alla morte
- Francesco Zorzi, marchese di Bodonitsa dal 1345 al 1388
- Giacomo Zorzi, marchese di Bodonitsa dal 1388 al 1410
- Niccolò II Zorzi, marchese di Bodonitsa dal 1410 al 1411
- Niccolò III Zorzi, marchese di Bodonitsa dal 1411 al 1414
- Niccolò Zorzi (XV secolo), ambasciatore presso il papa, l'imperatore e il sultano
- Marco Zorzi (XV secolo), provveditore in campo contro Carlo VIII e poi diplomatico in Francia
- Francesco Zorzi (1466 - 1540) abate francescano, architetto, cabalista.
- Giorgio Zorzi (1582 – ?), ambasciatore in Olanda, in Francia e in Polonia.[10]
- Marino Zorzi (... – 1631), vescovo di Brescia
- Pietro Zorzi, ambasciatore presso Clemente V
- Pietro Antonio Zorzi (1745 – 1803), cardinale e arcivescovo di Udine
- Alvise Zorzi (1922 – 2016), scrittore e storico

## Palazzi
- Palazzo Zorzi di Mel.
- Palazzo Zorzi a San Severo, Venezia (sestiere di Castello), Salizada Zorzi, arch. Codussi, oggi sede UNESCO.
- Palazzo Zorzi Bon, Venezia (sestiere di Castello), adiacente al primo ma anteriore, in stile gotico
- Palazzo Zorzi Liassidi, Venezia (sestiere di Castello), Ponte dei Greci
- Palazzo Correr Contarini Zorzi, Venezia (sestiere di Cannaregio)
- Varie altre case e palazzetti a Venezia

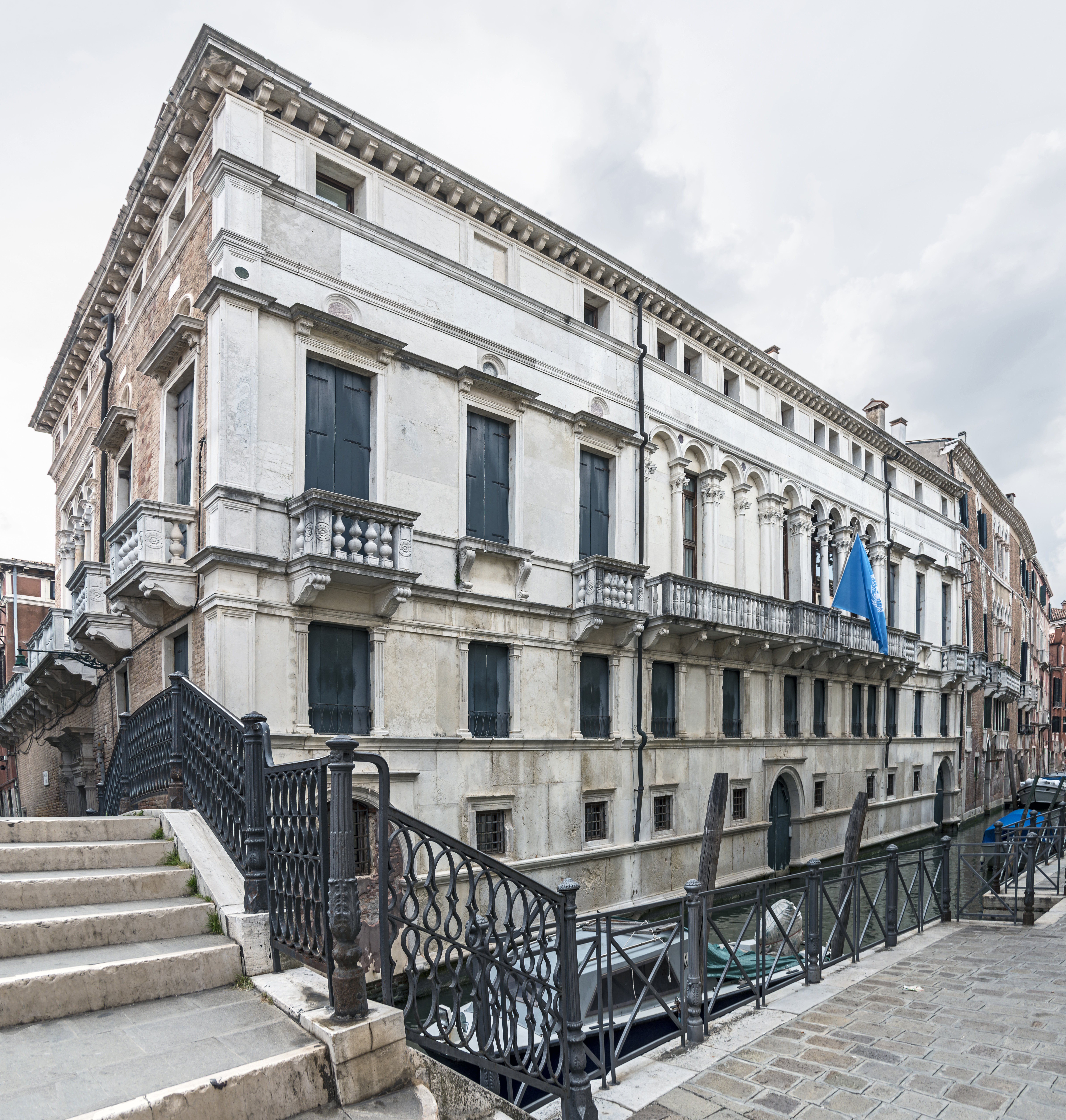
Palazzo Zorzi Galeoni
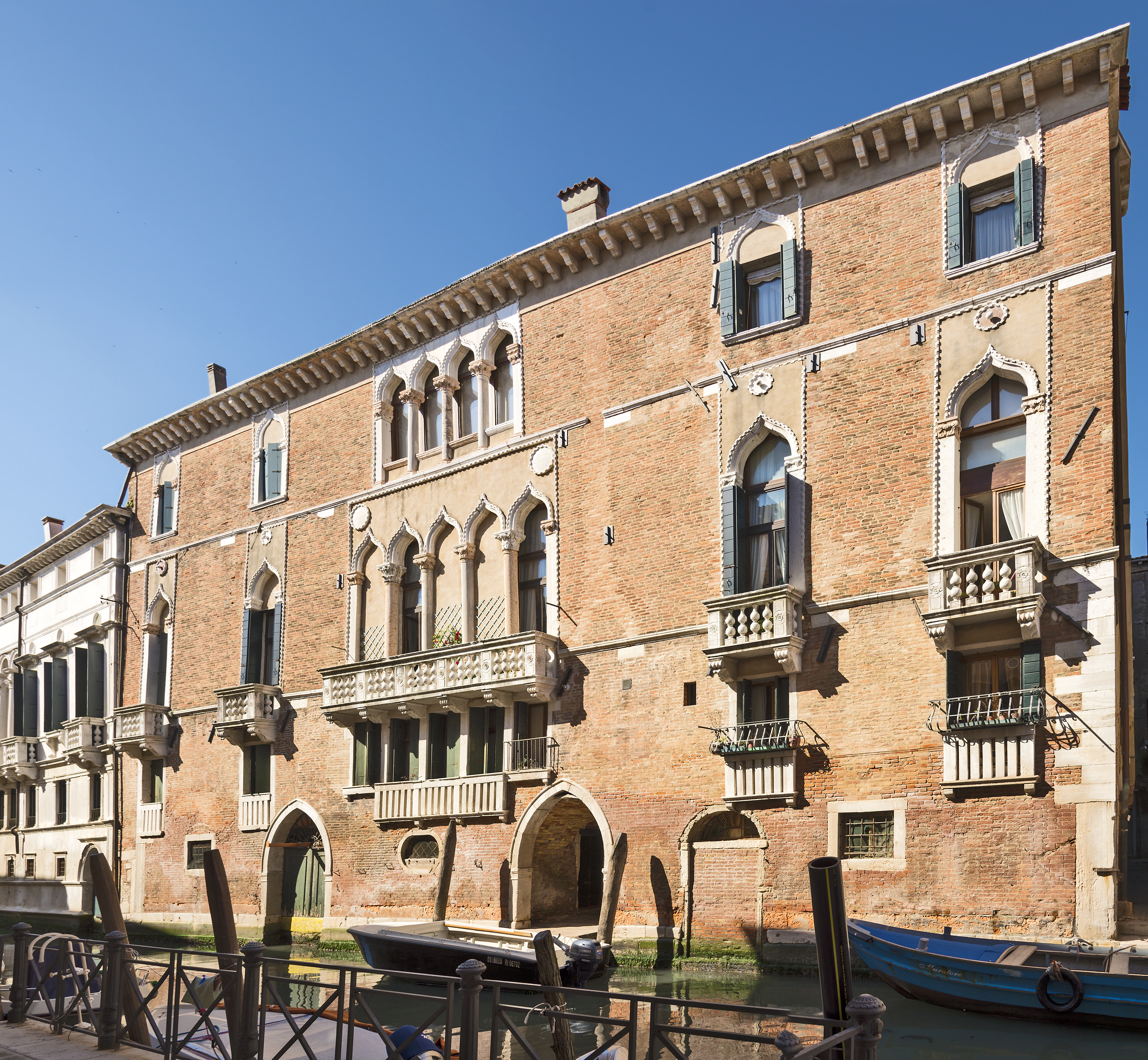
Palazzo Zorzi Bon
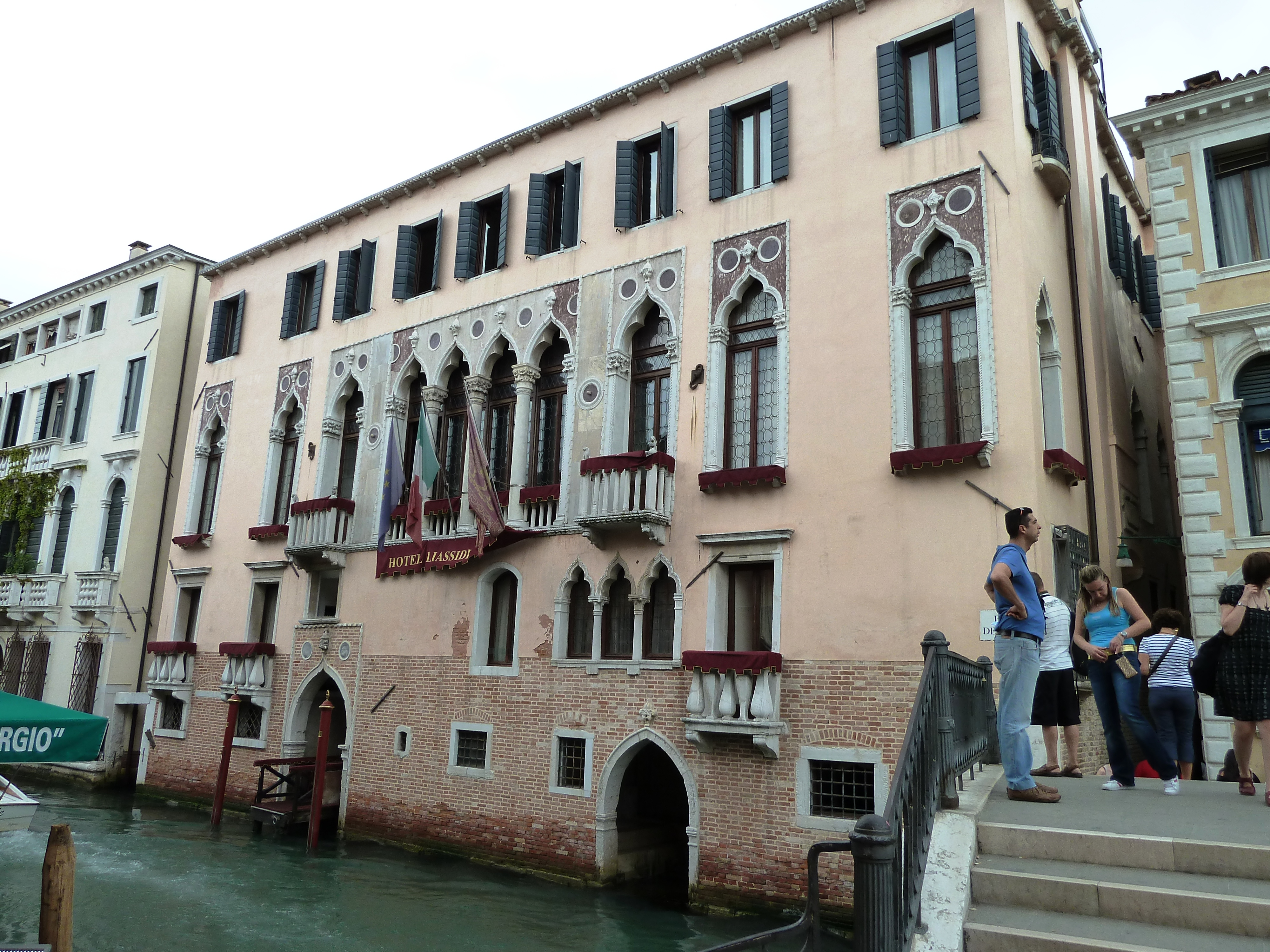
Palazzo Zorzi-Liassidi
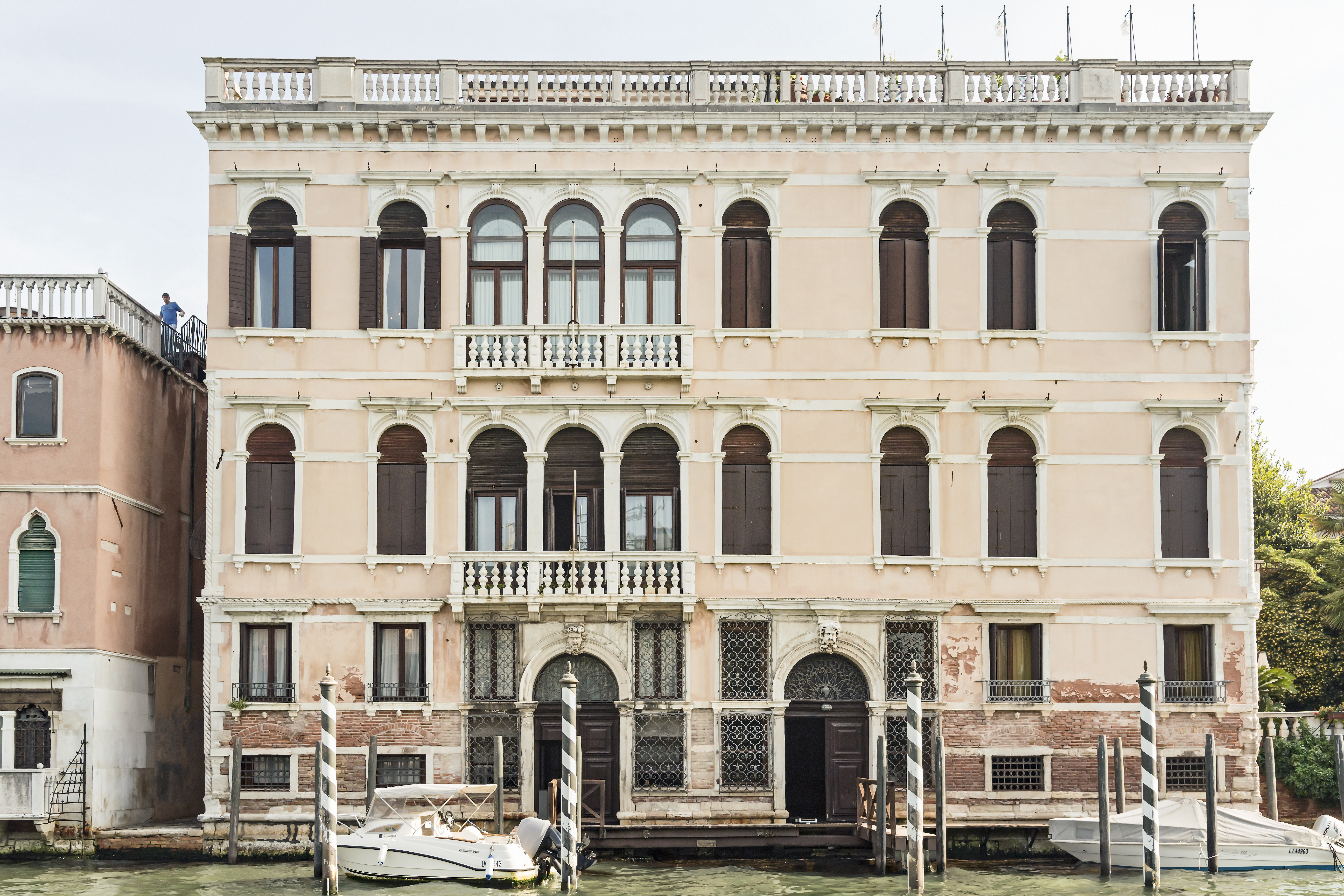
Palazzo Correr Contarini Zorzi